# Walfriduskerk (Bedum)

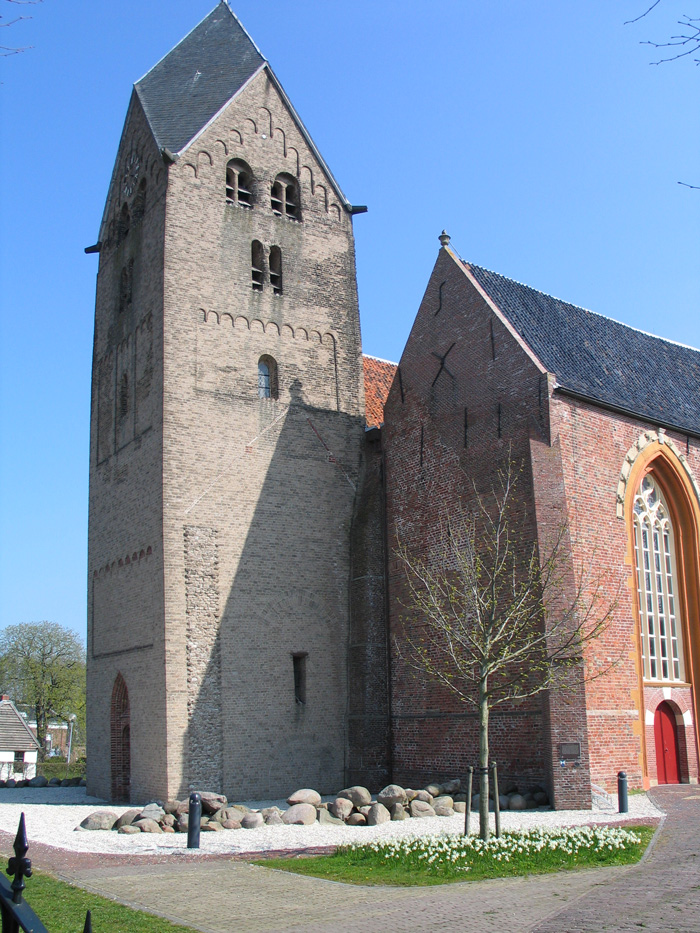
St.Walfriduskerk

De Walfriduskerk in Bedum is een van de oudste kerken in de provincie Groningen. Het oudste deel van de kerk stamt uit de 11e eeuw. De kerk werd gesticht als bedevaartskerk voor de heilige Walfridus, die in Bedum zou hebben geleefd en door de Noormannen zou zijn vermoord. Oorspronkelijk was de kerk gewijd aan Maria en Paulus door de bisschop van Münster, maar al snel werd Walfridus zelf de beschermheilige van de kerk.

## Beschrijving

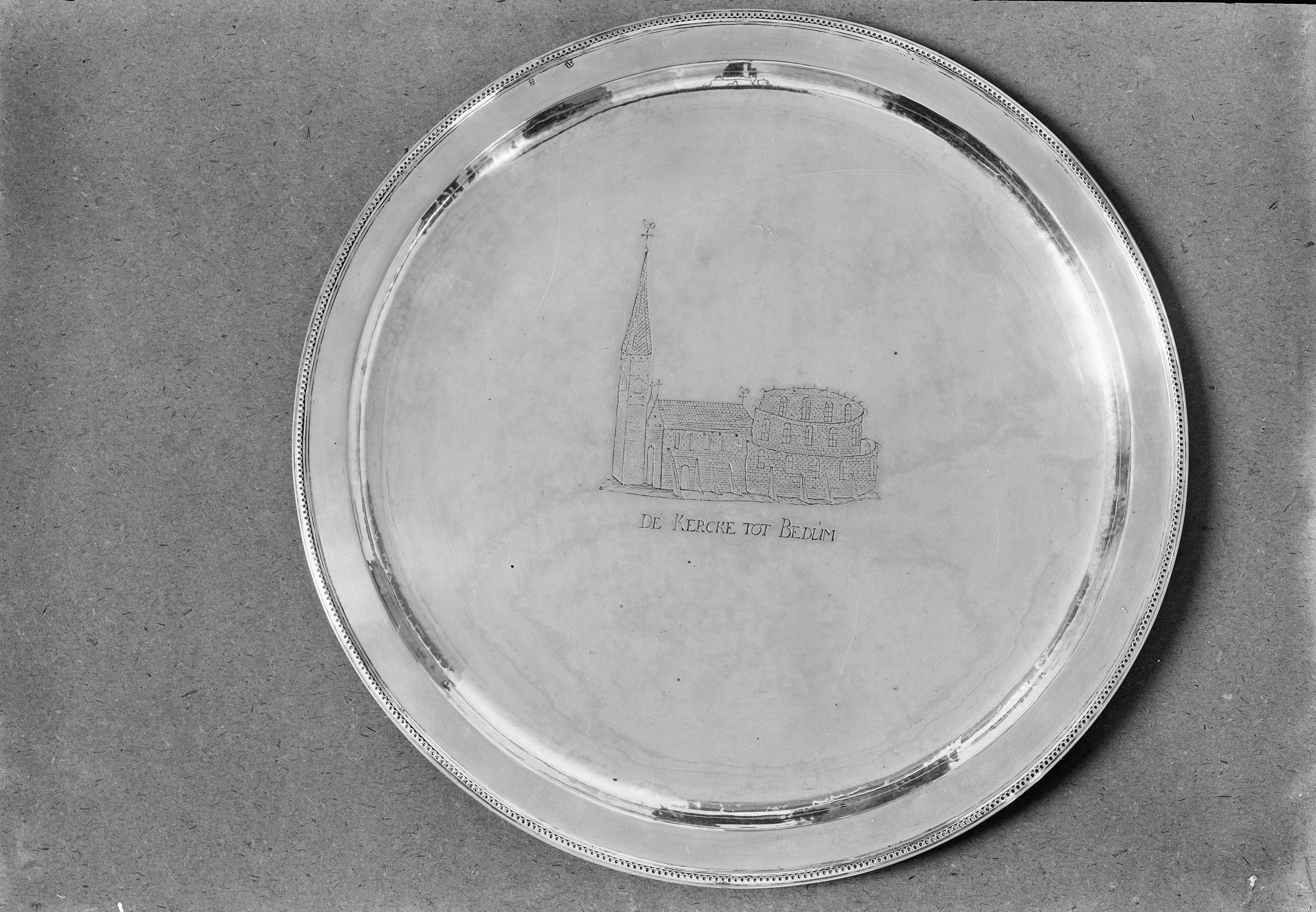
De kerk met vroegere kooromgang op een avondmaalsschaal

Opvallend aan de kerk is de scheve 11e-eeuwse kerktoren in romaanse stijl met een rombisch dak. Deze toren staat schever dan de Toren van Pisa: hij hangt 4,18 graden uit het lood versus de 3,97 van Pisa. Het is de op een na scheefste toren van Nederland.
Oorspronkelijk werd bij of boven het graf van Walfridus een houten kapel gebouwd. Het graf werd een populair bedevaartsoord, waardoor de kapel al in de elfde eeuw werd vervangen door een romaanse kruiskerk. In de vijftiende eeuw werd de kerk verder uitgebouwd tot een tweebeukige gotische hallenkerk. In het begin van de zestiende eeuw raakte de kerk zwaar beschadigd tijdens de strijd tussen Karel van Gelre en troepen van keizer Karel V. De kerk werd opnieuw opgebouwd en voorzien van een nieuw gotisch hoogkoor met kooromgang. De kooromgang diende waarschijnlijk zowel voor het kapittel. De Walfriduskerk was de enige kerk in de provincie Groningen die een kapittel kende, voor de bedevaartgangers die zo de relieken van Walfridus beter konden zien. De omvang van de toenmalige kerk was binnen Groningen alleen vergelijkbaar met de Maartenskerk en de Der Aa-kerk in de stad Groningen en de Kruiskerk van Midwolda.
Na de Reformatie was het gedaan met bedevaarten. De kerk was voor het dorp Bedum nu veel te groot. De kerk werd steeds minder gebruikt en raakte deels in verval. De aanpassingen aan de kerk om de maat meer in overeenstemming te brengen met de nieuwe functie als hervormde kerk voor alleen Bedum hebben het gebouw zwaar verminkt, onder meer door sloop van het koor en verlaging van de noorderbeuk.
In de Middeleeuwen had Bedum nog een tweede bedevaartskerk, gewijd aan de heilige Radfridus, de zoon van Walfridus die tegelijk met zijn vader door de Noormannen werd vermoord. Van deze kerk is boven de grond niets over.

## Orgel
In 1805 werd een kerkorgel in gebruik genomen van de orgelbouwersfirma Lohman. Het werd in 1922 vervangen door het huidige orgel van Hendrik Vegter (1892-1967) te Usquert, leerling van Marten Eertman te Noordwolde en A.S.J. Dekker te Goes. Dit instrument, het enige nieuwbouworgel van Vegters hand, heeft in 1975 en 1997 restauraties ondergaan.

## Fotogalerij

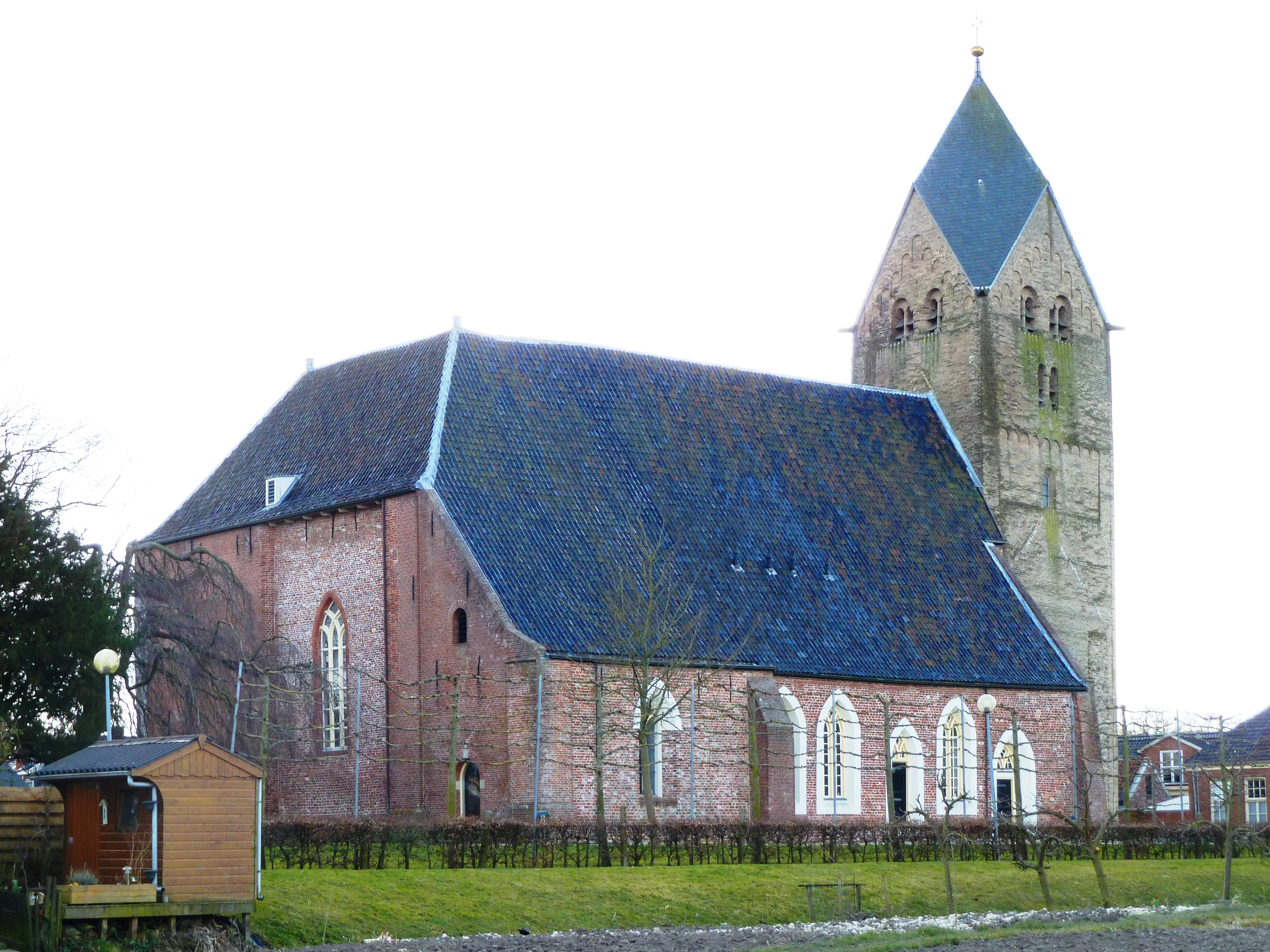
Het grote dak aan de zijkant van de kerk
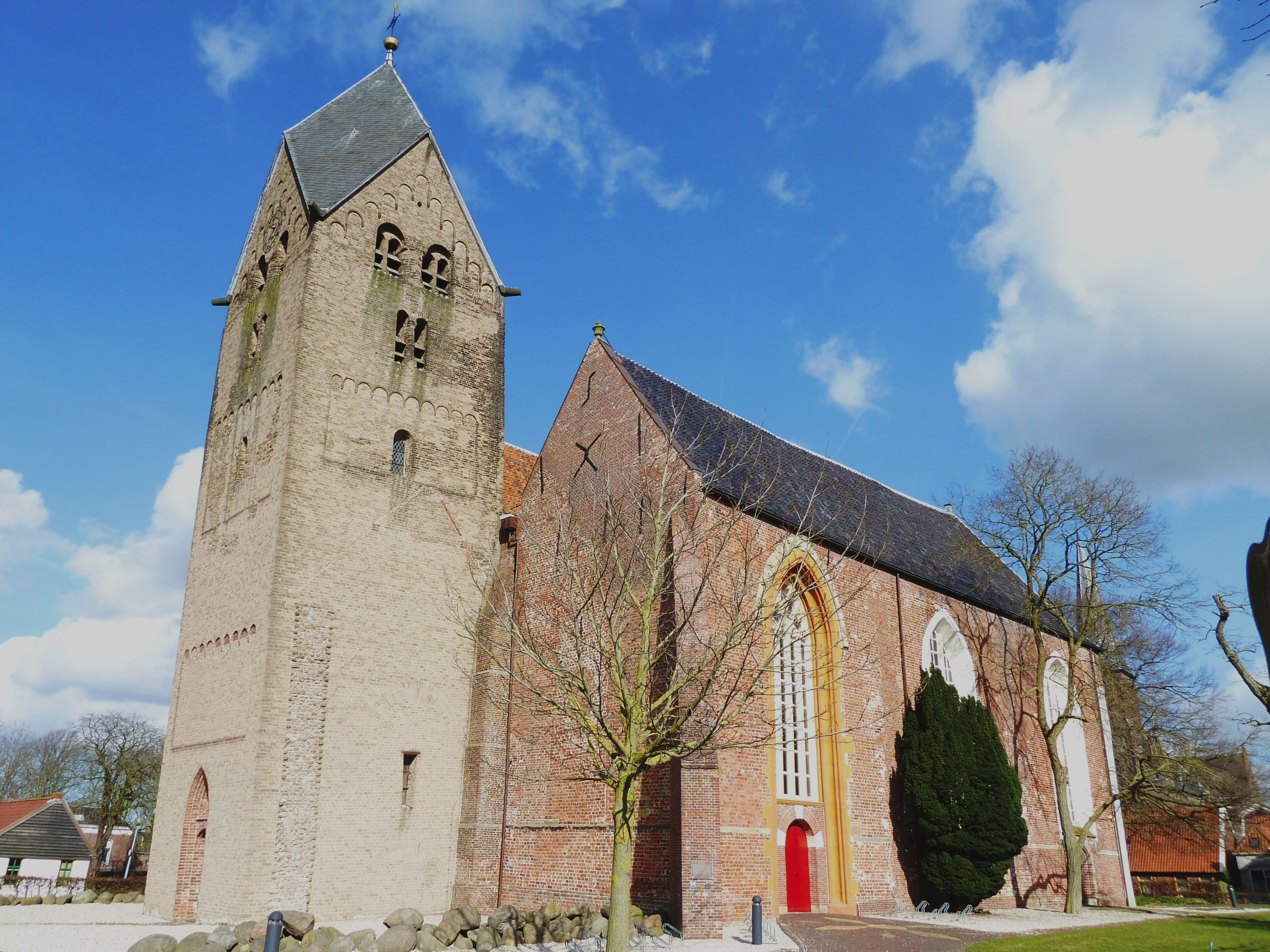
Rechtsvoor
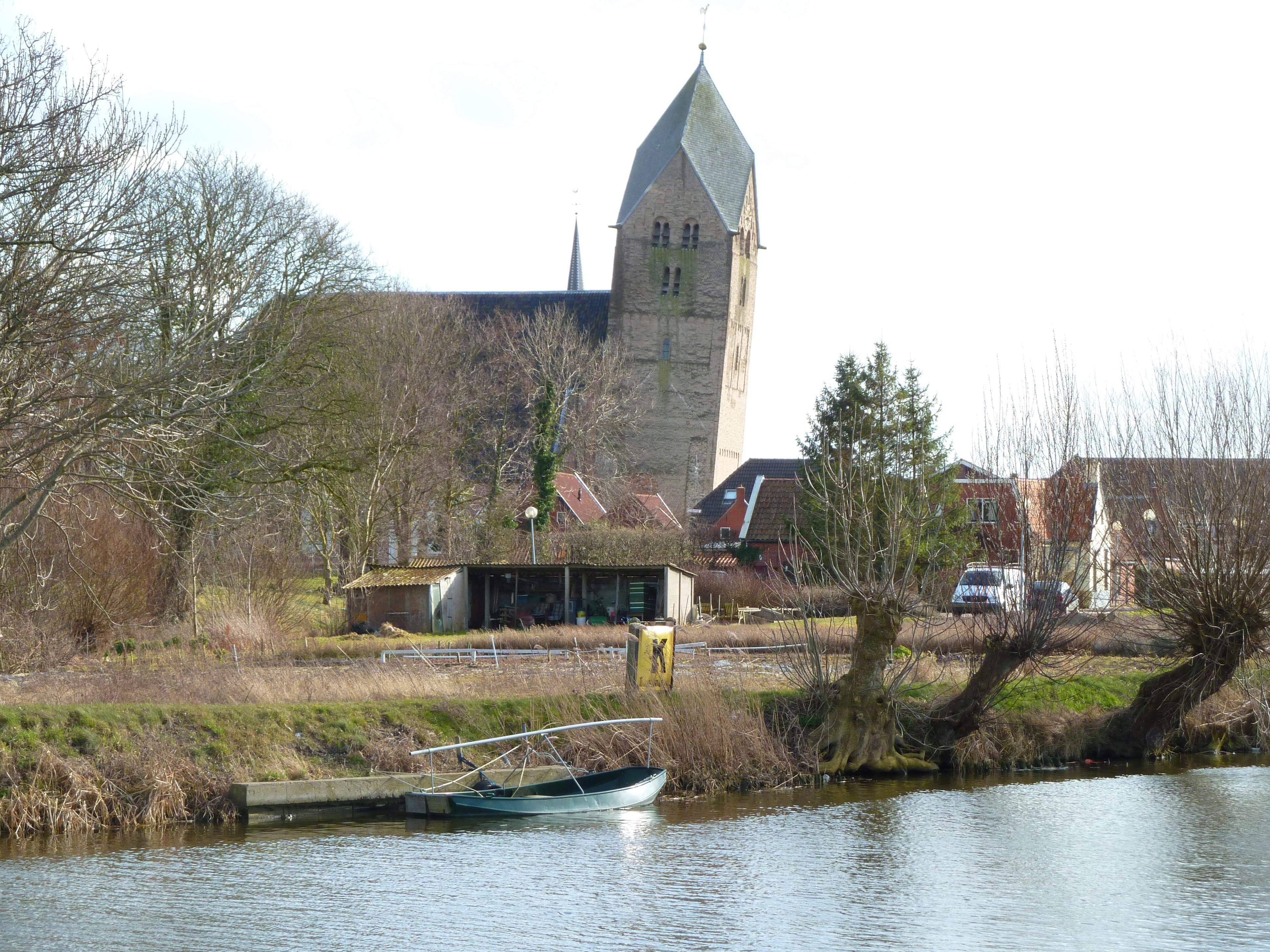
Over het Boterdiep is goed te zien hoe scheef de toren staat
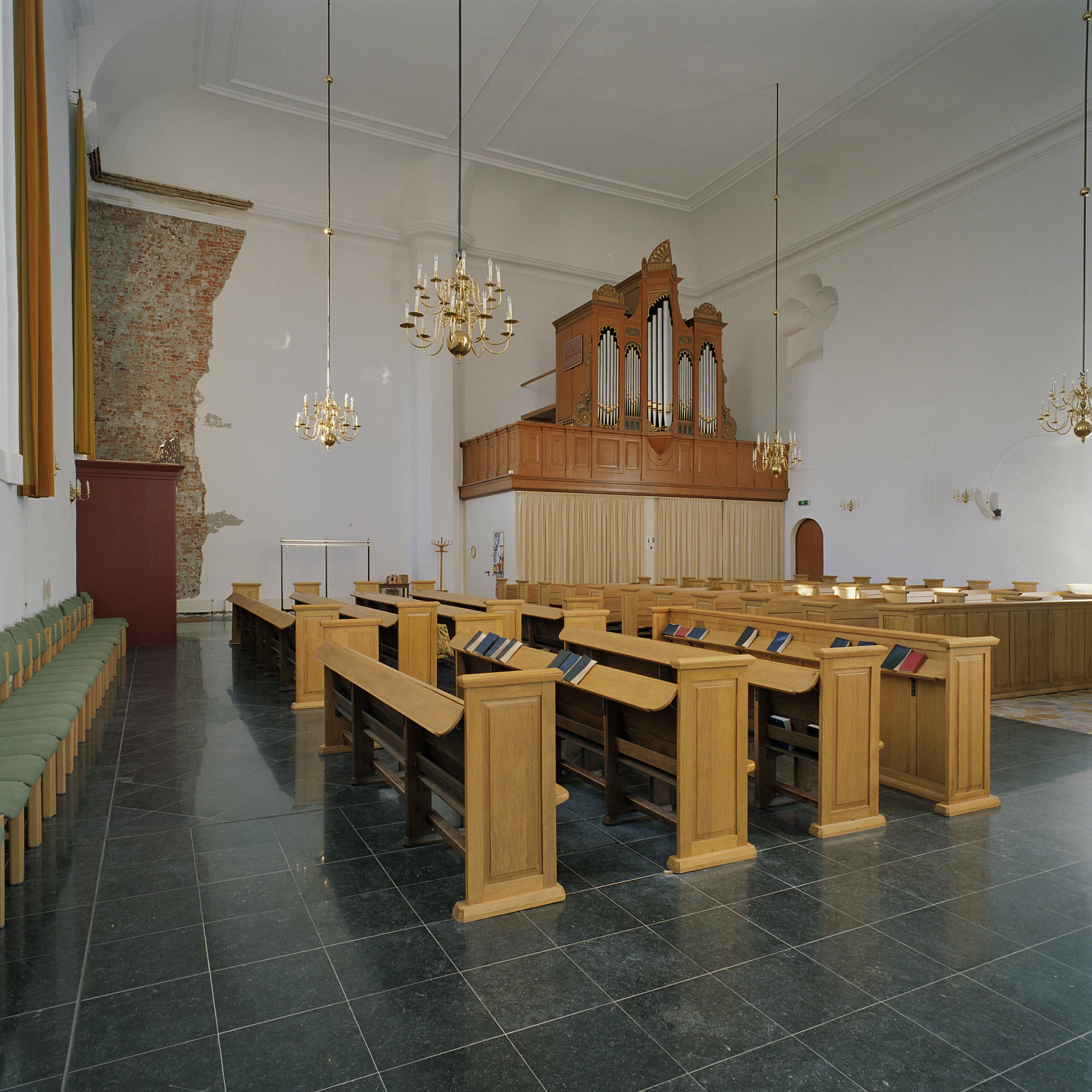
Interieur met het orgel van Hendrik Vegter uit 1922
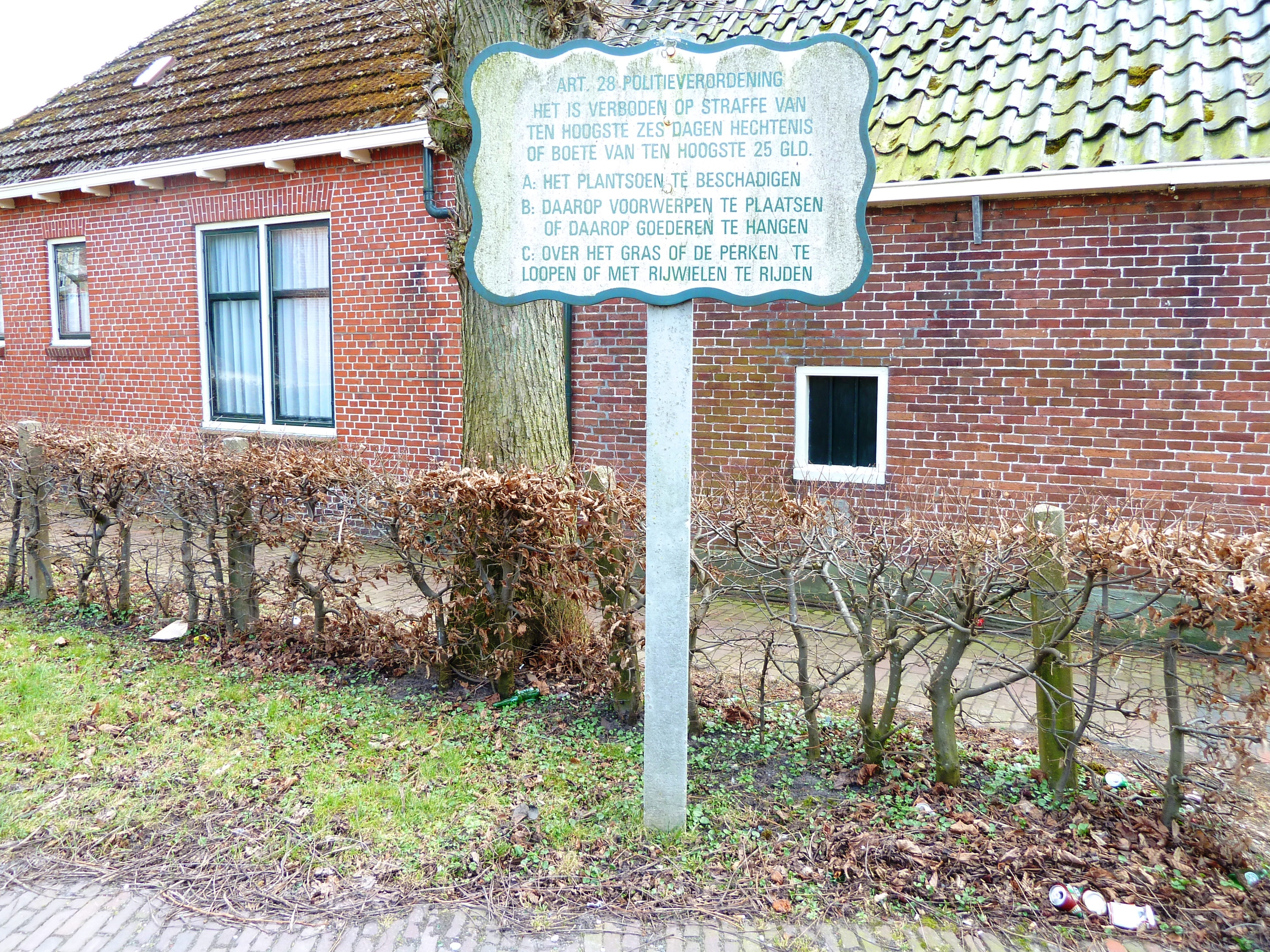
Oud verbodsbordje bij de kerk
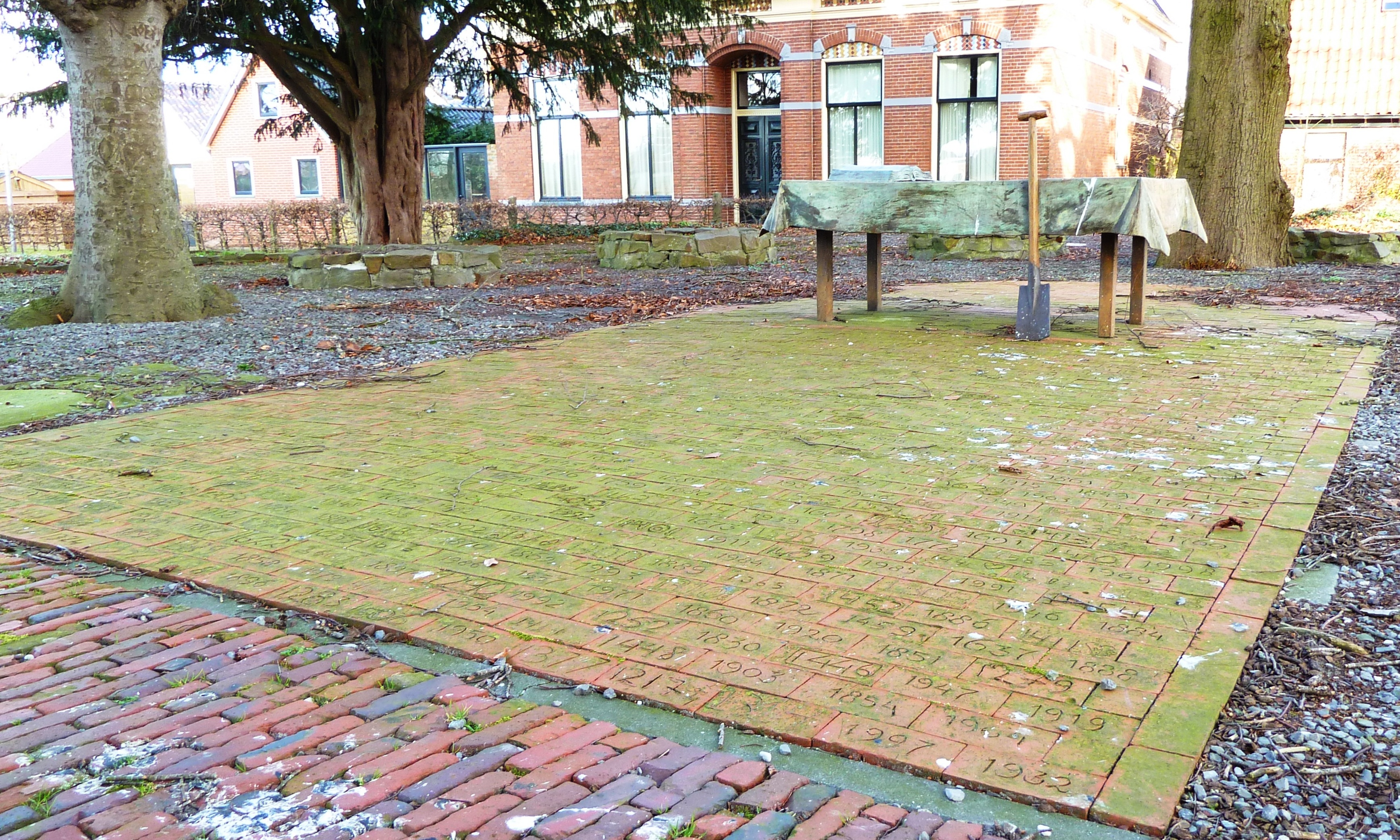
Kunstwerk Ora et labora bij de kerk (Gert Sennema, 2003)